# ایرپلی اپل
ایرپلی یک پشته/مجموعه پروتکل ارتباط بی‌سیم اختصاصی است که توسط اپل ایجاد شده‌است که امکان پخش جریانی بین دستگاه‌های صوتی، تصویری، صفحه‌نمایش دستگاه، و عکس‌ها را می‌دهد. در ابتدا فقط در نرم‌افزارها و دستگاه‌های اپل پیاده‌سازی شد، ایرتونز نام داشت و فقط برای صدا استفاده می‌شد.
اپل ایرپلی ۲ را در کنفرانس جهانی توسعه‌دهندگان اپل در ۵ ژوئن ۲۰۱۷ معرفی کرد. ایرپلی ۲ برای انتشار همراه با آی‌اواس ۱۱ در سه‌ماهه سوم سال ۲۰۱۷ برنامه‌ریزی شده بود، اما تا ژوئن ۲۰۱۸ به تعویق افتاد در مقایسه با نسخه اصلی، ایرپلی ۲ بافر را بهبود می‌بخشد. پخش صدا را به بلندگوهای استریو اضافه می‌کند. اجازه می‌دهد تا صدا به دستگاه‌های متعدد در اتاق‌های مختلف ارسال شود. و کنترل توسط Control Center، برنامه Home، یا سیری، عملکردی که قبلاً فقط با استفاده از آی‌تیونز تحت مک‌اواس یا آی‌تیونز در دسترس بود.